# Tucídides de Farsàlia
Tucídides de Farsàlia (en llatí Thucydides, en grec antic Θουκυδίδης) era un ciutadà de Farsàlia, a Tessàlia que era proxenos dels atenencs.
Era a Atenes el 411 aC durant la usurpació dels Quatre-cents. Quan va esclatar la revolta al Pireu contra el govern amb Teràmenes encapçalant la rebel·lió, Tucídides amb certes dificultats va poder impedir que fos enviat ràpidament un exèrcit oligarca al port, segons diu l'historiador Tucídides.